# Servicio de Documentación Exterior y Contraespionaje

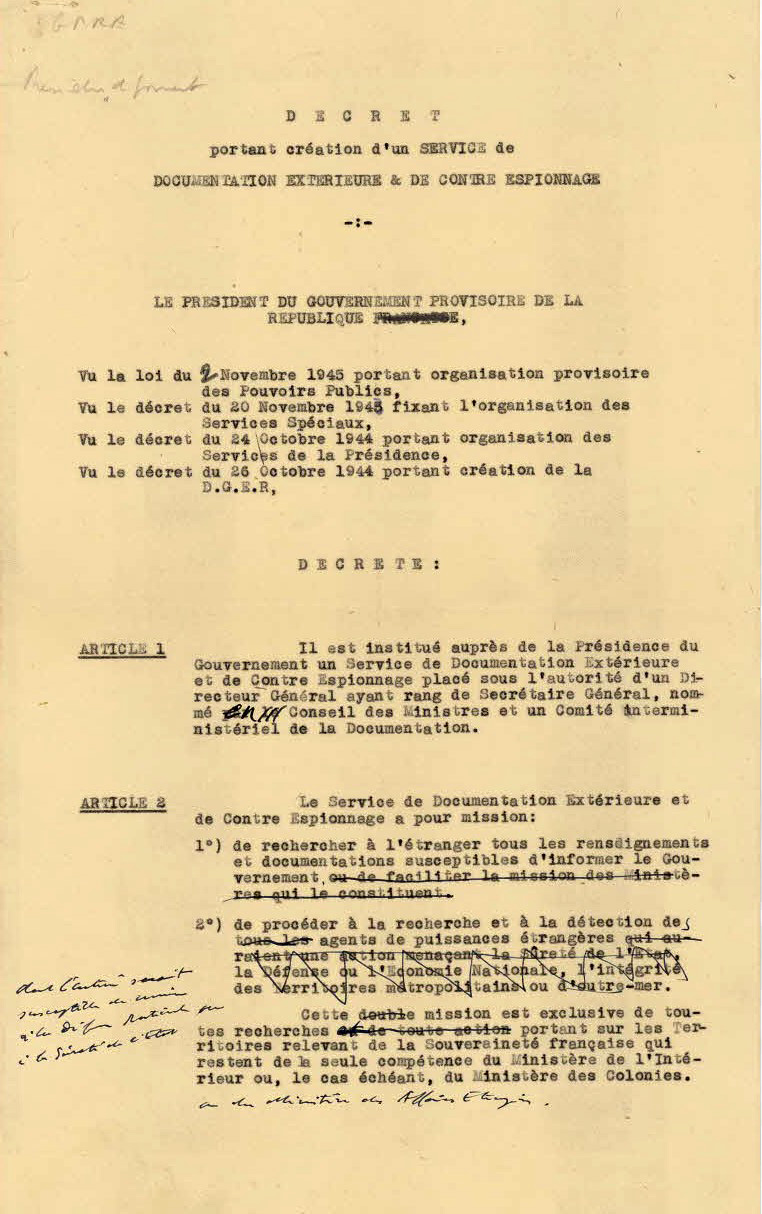
Décret portant création du Service de documentation extérieure et de contre–espionnage (Decreto de creación del Servicio de Documentación Exterior y Contraespionaje)

El Servicio de Documentación Exterior y de Contraespionaje (en francés: Service de documentation extérieure et de contre-espionnage, conocido por las siglas SDECE) es el nombre que tuvieron los servicios de inteligencia franceses entre 1946 y 1982, año en que fueron sustituidos por la Dirección General de la Seguridad Exterior (DGSE). 
Durante la Cuarta y Quinta República estaba subordinado al jefe del gobierno (llamado presidente del consejo primero, y más tarde primer ministro). Bajo el mandato de Michel Debré se mostró particularmente eficaz en la lucha contra la rebelión independentista en Argelia. Tras el asunto Ben Barka, en el que el SDECE estuvo implicado, el general De Gaulle, presidente de la República, decidió hacerlo depender del Ministerio de Defensa, con lo que el servicio y sus cuadros se militarizan lentamente.

## Directores del SDECE
- André Dewavrin alias Colonel Passy (de abril de 1945 a abril de 1946).
- Henri-Alexis Ribiere (1946-1951).
- Pierre Boursicot (1951-1957).
- Paul Grossin (general de división) (1957-1962).
- Paul Jacquier (general) (1962-1966).
- Eugène Guibaud (general) (1966-1970).
- Alexandre de Marenches (1970-1981).
- Pierre Marion (SDECE/DGSE)(1981-1982).